# Fantasie pianokwartet
Fantasie pianokwartet is een compositie van de Brit Frank Bridge. Het werk voor piano, viool, altviool en cello is gecomponeerd als inschrijving voor een competitie georganiseerd door Walter Wilson Cobbett. In die competitie, die een revival van kamermuziek moest betekenen, moesten de ingeleverde werken aan stringente eisen voldoen. Ten eerste mocht het werk maar uit één deel bestaan, secties waren toegestaan, ten tweede was de maximale lengte gesteld op 15 minuten. Tot slot moest er sprake zijn van enige samenhang. De competitie was erg populair onder componisten, want bijna alle bekende Britse componisten uit die tijd hebben wel een werkje geleverd. Bridge kwam tot drie, zijn Fantasie strijkkwartet (tweede of derde prijs), zijn Fantasie pianotrio (eerste prijs) en dit pianokwartet, dat voltooid werd op 2 juni 1910. De eerste uitvoering werd verzorgd door het Henkel Piano Quartet op 21 januari 1911.

## Muziek
Het werk moest dus samenhang hebben, Bridge paste een klassieke A-B-C-B-A toe. Na een korte statige introductie van het kwartet, speelt de pianist de eerste "zin" solo; de zin wordt herhaalt door altviool en cello, daarna volgt nog een herhaling door de violist. Het is het best te omschrijven als een korte fuga.
Er volgt een zeer korte pauze voordat men aan B-C-B begint. Het statige is verdwenen er ontspint zich een zeer vrolijk klinkend scherzo, met een wat rustiger middendeel. Hier beginnen de strijkers eerst en volgt de piano, doch de piano zet met een aantal begintonen de toon.
Wederom na een kleine pauze begint het slotdeel dat vaag herinnert aan het eerste.
De compositie klinkt niet als een serieus werk. Met name het A-B-C-B-gedeelte houdt het midden tussen klassieke muziek en lichte muziek. Ten tijde van het componeren werd het ook wel salonmuziek genoemd, licht verteerbare klassieke muziek voor met een hapje en drankje, zo klinkt het nu ook nog. Het slotdeel is echter een ander verhaal. De muziek klinkt serieuzer en is meer uitgewerkt, zoals kamermuziek uit die tijd. De componist had voordeel dat hij zowel piano, altviool als cello kon spelen, de diverse stemmen zijn dan ook adequaat verdeeld over de partijen; geen der instrumenten wordt “voorgetrokken”, alhoewel de pianostem regelmatig opvallend door de strijkklanken breekt.

## Bron en discografie
- Uitgave Dutton Vocalion; London Bridge Ensemble